# 세이 쇼나곤
세이 쇼나곤(일본어: 清少納言)은 일본 헤이안 시대 일본의 여성 작가이자 가인(歌人)이다. 본명이 기요하라 나기코(일본어: 清原諾子)라는 설도 있으나, 정설은 아니다. 수필 《마쿠라노소시》로 유명하다.

## 출자
나시쓰보(梨壺)의 5인이라 불리던 다섯 가인 가운데 한 명인 기요하라노 모토스케(清原元輔, 908년 - 990년)가 만년에 얻은 딸이다. 《고킨와카슈(古今和歌集)》의 대표 가인인 기요하라노 후카야부(清原深養父)가 그녀의 증조부(계보에는 조부)이다. 형제자매로는 가가쿠노카미(雅楽頭) 다메나리(為成) ・ 다자이소칸(太宰少監) 무네노부(致信) ・ 가잔인 전상법사(花山院殿上法師) 게이쥬(戒秀) 및, 후지와라노 미치쓰나의 어머니의 형제인 무네요시(理能)의 아내가 된 여성이 알려져 있다.
「세이 쇼나곤」은 뇨보(女房)로서의 이름으로, 직무상 지칭을 위해 쓰인 이름일 뿐 본명은 아니다. '세이(淸)'란 그녀의 성인 기요하라(淸原)에서 한 글자를 따온 것으로, '쇼나곤(少納言)'은 가까운 친족으로 소납언 관직을 지낸 사람에게서 빌어온 것으로 생각되지만, 자세한 것은 알 수 없다. 이에 대해서는 다음과 같은 추설이 있다.
- '쇼나곤'을 뇨보로서의 직무를 맡는 동안 이름으로 썼다는 것은 그녀의 아버지 및 남편이 쇼나곤 관직을 맡고 있었다는 의미임이 틀림없으며, 실제로 당시 인물 가운데 그녀의 아버지인 모토스케와도 친교가 있었던 후지와라노 모토스케(藤原元輔)의 아들인 노부요시(信義)와 세이 쇼나곤이 한때 혼인관계에 있었다고 주장한 설.
- 가마쿠라 초기의 구게인 후지와라노 사다이에(藤原定家)의 딸 요루코(因子)가, 선조로서 민부경(民部卿)직을 지냈던 후지와라노 나가이에(藤原長家)와 연관되어, 고토바인(後鳥羽院)으로부터 뇨보로서 '민부경'이라는 이름을 하사받은 후세의 사례를 근거로, 생전 '쇼나곤'직을 맡았으며 유능한 관리로 이름을 떨쳤던 선조 후지와라노 아리오(藤原有雄)를 기리기 위해 '쇼나곤'을 자칭했다고 본 설.
- 가잔인(花山院) 집안의 유모로서 이름이 보이는 쇼나곤 유모(少納言乳母)를 노리미쓰(則光)의 어머니 우콘노아마(母右近尼)의 별명으로 보아, 세이 쇼나곤이 양어머니의 이름을 따서 자칭하게 되었다는 설.

이와는 별개로 예외적으로 친족의 관직이 아닌 定子에 의해 이름이 붙여졌을 가능성도 지적되고 있는데, 후세의 문헌이긴 하나 《여방관품(女房官品)》에는 "시종(侍従)、쇼벤(小弁)、쇼나곤 등은 하납(下臈)이면서 중납(中臈)의 이름으로 불린다"는 기록을 들어, 기요하라 씨의 당시로서는 그리 높지 않았던 지위를 반영한 것이라고 하는 설이다.
세이 쇼나곤의 실명을 '나기코(諾子)'라고 한 설이 있으나, 이를 실증할 만한 1급 사료는 현존하지 않는다. 가마쿠라 시대에 쓰여진 《무묘조시(無名草子)》 등에는, "히노가키(檜垣)의 아이 세이 쇼나곤"이라 하여, 세이 쇼나곤의 어머니를 《고센와카슈(後撰和歌集)》에 보이는 인물로 세이 쇼나곤의 아버지 모토쓰네와도 와카를 주고받았다고 되어 있는 '히가키노오나(檜垣嫗)'으로 지목한 오래된 전승이 실려 있으나 이것 또한 실증할 수 있는 1급 사료는 현존하지 않는다. 히가키노오나라는 인물 자체가 반(半)전설적인 인물인 데다 모토스케가 히가키노오나와 와카를 주고받은 것은 그의 가장 만년의 부임지인 히고국(肥後国)에서의 일이며, 이 경우 연대도 서로 맞지 않기 때문이다.

## 생애
덴엔(天延) 2년(974년), 아버지 모토스케의 스오노카미(周防守) 부임에 즈음해 아버지와 함께 동행하였고 4년을 「비(鄙)」에서 보냈다. 덧붙여 그녀가 수필 《마쿠라노소시》에서 묘사한 항해 여정의 모습은 단순히 상상이라고 보기에는 너무도 박진감이 넘치는 것으로, 혹은 저자가 물길을 타고 서쪽으로 내려갔다고 보기도 한다. 그 사이에 그녀의 머릿속에서 이루어진 쿄(京)에 대한 상상은 훗날 쇼나곤 자신의 '궁정(宮廷)'이라는 공간에 대한 동경으로 연결된 것으로도 볼 수 있다.
덴겐(天元) 4년(981년) 무렵 무쓰노카미(陸奥守)였던 다치바나노 노리미쓰(橘則光, 965년 - 1028년 이후)와 결혼하여 이듬해 아들 노리나가(則長, 982년 - 1034년)를 얻었지만, 무골(武骨)이었던 남편과의 반목으로 곧 이혼하고 말았다. 하지만 전 남편과의 교류는 이후로도 유지되었는데, 일설에 따르면 조토쿠(長徳) 4년(998년)까지 교류가 있었으며 궁중의 주변인으로부터 「せうと(오빠)」 「いもうと(동생)」으로 불리는 사이였다고 한다. 뒤에 셋쓰노카미(摂津守) ・ 후지와라노 무네요(藤原棟世)와 재혼하여 딸 고바노 묘부(小馬命婦)를 얻었다.
이치조 천황(一条天皇)의 치세인 쇼랴쿠(正暦) 4년(993년) 겨울 무렵부터, 후지와라노 미치타카의 딸로 입궁하여 중궁(中宮)이 된 데이시(定子)의 개인 뇨보의 자격으로 출사하여 그녀를 보필했다. 학문에 뛰어나고 재기발랄했던 그녀는 주군 데이시의 총애를 받게 되기 전에도 이미 조정의 여러 구교나 덴조비토(殿上人)들과의 증답이나 기지를 건 응수를 자주 주고 받으며 당시의 궁정 사회에 이름을 널리 알렸다. 그녀와 친교를 주고받은 대표적인 인물로 후지와라노 사네카타(藤原実方, ? - 998년), 후지와라노 다다노부(藤原斉信, 967년 - 1035년), 후지와라노 유키나리(藤原行成, 972년 - 1027년), 미나모토노 노부카타(源宣方, ? - 998년), 미나모토노 쓰네후사(源経房, 969년 - 1023년) 등이 여러 자료에서 확인되고 있다(특히 사네카타와의 증답이 많이 알려져 있어 연애 관계가 아니었나 추정하기도 한다).
세이 쇼나곤의 이름을 오늘날까지 널리 알리게 된 데에는 그녀가 남긴 수필 《마쿠라노소시》의 공이 크다고 할 수 있다. 《마쿠라노소시》에는 '모노하즈쿠시(ものはづくし)' 즉 시의 소재가 된 명소 등의 유취를 비롯해, 시에서 뛰어난 문구, 일상의 관찰, 개인 및 주변 사람들의 소문, 기록으로서의 성질을 가진 그녀 자신의 회상 등, 세이 쇼나곤이 10세기 헤이안 시대의 궁정에서 보낸 동안에 흥미를 가지고 기록했던 모든 내용들이 정리되어 있다. 《마쿠라노소시》는 조호(長保) 2년(1000년)에 중궁 데이시가 사망한 이듬해에 그 초고가 완성되었다고 알려져 있는데, 데이시가 죽고 얼마 지나지 않아 세이 쇼나곤은 관직에서 물러났다. 이후의 그녀의 인생은 자세한 것이 알려져 있지 않다. 다만 세이 쇼나곤 자신의 개인 문집과 같은 단편적인 자료를 통해, 재혼한 남편인 후지오라노 무네요와 함께 남편의 부임지 셋쓰로 낙향해 딸 고마노 묘부를 낳은 듯 하다(《세이 쇼나곤 집》의 이본에는 다이리의 사자로서 구란도蔵人 노부카타信隆가 셋쓰로 왔었다는 기술이 있다). 만년에는 비구니로서 출가하였으며 죽은 아버지 모토스케의 산장(山莊)이 있던 히가시야마 게쓰륜(東山月輪) 근처에서 살며 후지와라노 기미토(藤原公任) 등 당시 궁정의 옛 관인이나 이즈미 시키부(和泉式部) ・ 아카조메에몬(赤染衛門) 등 중궁 쇼시(彰子)를 섬기던 뇨보들과도 소식을 주고받았음을 해당 인물들의 문집을 통해 알 수 있다.
사망년도는 확인되지 않았으며, 현재 일본 각지에는 세이 쇼나곤의 묘라고 전하는 무덤이 남아 전하고 있다.
중고(中古) 36가선(歌仙) · 뇨보 36가선의 한 명으로 꼽히며, 42수의 소규모 가집(歌集) 《세이 쇼나곤 집(清少納言集)》이 전한다. 《고슈이와카슈(後拾遺和歌集)》 이후 황명으로 편찬된 와카집(和歌集)에 15수의 와카가 수록되었으며, 한학(漢学)에도 능통했다고 전한다.

### 무라사키 시키부와의 관계
세이 쇼나곤은 잘났다고 으스대며 자기가 제일이라고 뻐기는 사람입니다. 그렇게 잘난 척하며 여기저기에 써놓은 한문 글귀를 보면 제대로 되어 있지 않은 경우가 많습니다. 어떻게든 남보다 더 뛰어나 보이려고 애쓰고 과장해서 행동하는 사람은 나중에는 오히려 남보다 뒤떨어져 초라한 말년을 보내기 일쑤지요. 항상 풍류 있는 척 행동하는 사람은 그것이 몸에 배어 외롭고 무료할 때도 무슨 큰 감동이나 받은 것처럼 과장해서 행동하고 흥취 있는 것 하나라도 놓치지 않으려고 부산을 떨게 됩니다. 그러니 남 보기엔 저절로 천박하고 부담스러운 행동이 되는 것이지요. 그렇게 억지스러운 행동을 하는 사람을 좋아할 사람은 아무도 없지 않겠습니까? 당연히 그런 사람은 끝말이 좋을 수가 없지요.— 구로카와본(黑川本) 《무라사키 시키부 일기(紫式部日記)》중

세이 쇼나곤과 같은 시대를 살았던, 《겐지모노가타리》의 저자 무라사키 시키부와의 라이벌 관계는 후세에 숱하게 회자되었다. 무라사키 시키부는 세이 쇼나곤이 궁정에서 물러나고 훨씬 뒤에야 중궁 쇼코의 뇨보로서 입궐하게 되었으므로 두 사람은 직접 대면하기는커녕 얼굴도 마주한 적이 없었지만, 무라사키 시키부가 그녀의 일기에서 세이 쇼나곤의 인격과 실적을 모조리 부정하려는 듯한 악의적인 기록을 남긴 것에 비해 세이 쇼나곤은 그녀의 수필 《마쿠라노소시》에 무라사키 시키부에 대한 어떠한 평도 남기지 않았다. 다만 《마쿠라노소시》에는 무라사키 시키부의 죽은 아버지 후지와라노 노부타카(藤原宣孝)가 아들 다카미쓰(隆光)와 함께 화려한 의상을 갖추고 긴푸 산 참배를 했다는 일화라던가 시키부의 사촌형제인 후지와라노 노부쓰네를 비판한 이야기 등이 실려 있는데, 이러한 기술들은 무라사키 시키부의 재능에 세이 쇼나곤이 위협을 느껴서 적은 것이라는 설도 존재하고 있다.

## 기요온나(淸女) 전설
무라사키 시키부의 세이 쇼나곤에 대한 혹평에 더해, "여자가 재주를 가지고 있으면 오히려 자신에게 불행만 불러올 뿐"이라는 중세 일본의 사고방식에서 비롯된 것이, 가마쿠라 시대(鎌倉時代)에 편찬된 《무묘소시》나 《고지단(古事談)》, 《고금저문집(古今著聞集)》 등의 이야기집에 가득 실려있는 몰락한 세이 쇼나곤의 모습을 다룬 설화들이다. 《고지단》의 경우는 출가한 세이 쇼나곤이 '귀신의 모습을 한 법사(鬼形之法師)'로까지 불리는 모습으로 등장하며, 그녀의 오빠 기요하라노 무네노부(清原致信)가 미나모토노 요리지카(源頼親)에 의해 토벌당할 때, 그에 연루될 위기에 몰리자 자신의 음부를 드러내가며 여성임을 증명했다는 이야기가 실려 있다.
또한 전국 각지에는 기요온나 전설(세이 쇼나곤 전설)이 퍼져 있는데, 가마쿠라 중기 무렵에 성립된 것으로 보이는 《마쓰시마 일기(松島日記)》라는 제목의 기행문이 세이 쇼나곤의 저서로 여겨지기도 했으나, 에도 시대의 국학자 모토오리 노리나가는 이를 위서라 주장하였다.

## 일화
어느 날 데이지 황녀(皇女)가 시중을 들고 있던 세이 쇼나곤과 무리들에게 "향로봉(香爐峰)의 눈은?"이라고 무심코 말했다. 이에 시녀들은 그 뜻을 몰라 의아하고 있었던 찰나 세이 쇼나곤은 곧바로 창가로 가서 드리워진 주렴을 걷어올렸다고 한다. 황녀의 혼잣말은 당(唐)대 백거이의 백씨문집(白氏文集)에 있는 한시 '초당에서'를 인용한 것이었다.
日高睡足犹慵起 해가 높이 떠도 일어나기 귀찮고

小阁重衾不怕寒 이불 겹처 덮으니 추위를 모르겠다

遗爱寺锺奇枕听 유애사 종이 울리면 베개에 누워 귀 기울이고

香炉峰雪拨廉看 향로봉 내린 눈을 발 젖히곤 바라본다
세이 쇼나곤이 데이지 황녀의 의중을 즉석에서 곧바로 눈치 챈 것으로 미루어 볼때, 그녀는 당대 한시에 관해서도 어느정도 식견이 뛰어났다고 볼 수 있다.

## 와카
```
한밤중에 닭의 울음소리를 흉내내도 오사카 관문은 통과시켜주지 않으리
夜をこめて 鳥のそらねは はかるとも よに逢坂の 関はゆるさじ
```